# Dennis Wilson
Dennis Carl Wilson (* 4. Dezember 1944 in Inglewood, Kalifornien; † 28. Dezember 1983 in Marina del Rey, Kalifornien) war ein amerikanischer Musiker und Mitglied der Pop-/Rockband The Beach Boys.

## Leben
Gemeinsam mit seinen Brüdern Brian und Carl gründete Dennis Wilson 1961 die Beach Boys. Er selbst kam nur auf Drängen ihrer Mutter in die Band, da er kein Instrument spielen konnte und ein eher schlechter Sänger war. Immerhin war er es, der seinen Bruder Brian dazu inspirierte, Songs über das Surfen zu schreiben. Später lernte er Schlagzeug, Klavier und Gitarre zu spielen. Er agierte zwar auf der Bühne als Drummer der Band, bei Schallplattenaufnahmen übernahm aber nicht selten ein Studio-Schlagzeuger seinen Part. Die verbreitete, aber unrichtige Annahme, Wilson sei grundsätzlich nicht als Drummer auf Beach-Boys-Aufnahmen zu hören, geht vor allem auf den Umstand zurück, dass dies auf das Album Pet Sounds tatsächlich überwiegend zutrifft.
1967, nachdem sich sein Bruder Brian mehr und mehr aus der Band zurückgezogen hatte, schrieb er mit dem Lyriker Stephen Kalinich mehrere Songs für die Beach-Boys-Alben Friends, 20/20, Sunflower, Carl and the Passions – „So Tough“ und Holland und produzierte sie.
Für Aufregung sorgte Wilson, als seine kurzzeitige Bekanntschaft zu Charles Manson publik wurde, den er 1968 getroffen und für einige Zeit mit mehreren seiner Family-Mitglieder in seinem Haus hatte wohnen lassen. Wilson kaufte ihm den Song Cease to Exist ab und veröffentlichte ihn wenig später überarbeitet auf dem Beach-Boys-Album 20/20 unter dem Titel Never Learn Not to Love. Zudem schrieb er mit Manson einige andere Lieder und produzierte mit ihm ein Demoband. In der Folge nutzte die Manson-Family mehrmals ungefragt Wilsons Besitz sowie dessen Kreditkarte, entwendete Kleidungsstücke und verschenkte sogar zehn seiner goldenen Schallplatten (wodurch nach eigenen Schätzungen ein Verlust von etwa 100.000 US-Dollar entstand). Nachdem Manson ihn schließlich mit einem Messer bedroht hatte, setzte Wilson der komplizierten Bekanntschaft im Frühjahr 1969 ein Ende, einige Monate vor den sogenannten Tate- und LaBianca-Morden.
Im Jahr 1970 veröffentlichte Wilson mit Darryl Dragon unter dem Namen Dennis Wilson and Rumbo das Stück Sound of Free, das er zusammen mit Mike Love geschrieben hatte. Er arbeitete mit Darryl Dragon 1971 an einem gemeinsamen Soloalbum unter dem Arbeitstitel Poops/Hubba Hubba. Die dabei entstandenen Stücke Make It Good und Old Movie (als Cuddle up) erschienen auf dem Beach-Boys-Album Carl & The Passions.
1971 spielte er im Kult-Film Asphaltrennen (Two-Lane Blacktop) von Monte Hellman neben James Taylor („der Fahrer“) und Warren Oates („G. T. O.“) die Rolle „der Mechaniker“.
1977 veröffentlichte Wilson sein erstes Solo-Album Pacific Ocean Blue, das das Beach-Boys-Album Love You, das zur selben Zeit herauskam, in den Verkaufszahlen übertraf. Er arbeitete auch mit anderen Künstlern zusammen (wie Captain & Tennille) und schrieb den Text zu You Are so Beautiful, ein Song von Billy Preston, später ein Welthit für Joe Cocker. Dennis Wilson sang dieses Lied bei Konzerten der Beach Boys.
Während der Arbeit an seinem zweiten Soloalbum Bambu bat ihn sein Bruder Carl, wieder in die Band zurückzukehren. Dennis Wilson willigte ein und überließ einige Songs, die für Bambu geplant waren, den Beach Boys, die sie 1979 auf dem L.A. Light Album veröffentlichten. Seine Solo-Karriere war damit zu Ende.
1981 begann er mit seinem Bruder Brian an neuen Liedern zu arbeiten. Diese Aufnahmen werden inoffiziell als „Hamburger Sessions“ betitelt, da Dennis Wilson seinen älteren, damals unter strenger Diät stehenden Bruder mit Hamburgern und Pommes frites ins Studio lockte. Eine alternative Bezeichnung lautet vielsagenderweise „Cocaine Sessions“.
Anfang der 1980er Jahre zog sich Dennis Wilson mehr und mehr aus der Öffentlichkeit zurück. Exzessiver Drogen- und Alkoholkonsum sowie sein unsteter Lebenswandel hatten Spuren hinterlassen; zudem musste er zahlreiche Operationen an seinen Stimmbändern vornehmen lassen, was seinen Stimmumfang einschränkte und seine Gesangsfähigkeit stark verringerte. Sein Gedächtnis war beeinträchtigt, so dass er viele Drumparts vergaß und teils nicht mehr auftreten konnte. Frustriert stürzte er sich in zahlreiche Affären. 1983 heiratete er die Tochter seines Cousins und Bandkollegen Mike Love, Shawn Love, die die Mutter seines jüngsten Sohnes ist.
Im September 1983 trat er ein letztes Mal mit den Beach Boys auf. Seine Brüder drängten den mittlerweile wohnungslosen Dennis wiederholt zu einer Entziehungskur. Am 28. Dezember 1983 ertrank er im Yachthafen von Marina del Rey, Los Angeles. Er hatte am Liegeplatz seiner ehemaligen Segelyacht Harmony nach Gegenständen getaucht, die er dort einst im Streit mit seiner Exfrau über Bord geworfen hatte. Anlässlich der Obduktion seiner Leiche fand man neben Alkohol auch Valium und Kokain in seinem Blut. Dennis Wilsons sterbliche Überreste wurden auf See beigesetzt. Da dies in den USA normalerweise Kriegsveteranen vorbehalten ist, mussten die Angehörigen die Erlaubnis beim damaligen US-Präsidenten Ronald Reagan einholen.
Wilson war fünfmal verheiratet und hatte vier leibliche Kinder und einen adoptierten Sohn aus erster Ehe.

## Diskografie (Solo)
- Rumbo (Dennis Wilson & Daryl Dragon) – Sound of free/Lady (1970)
- Pacific Ocean Blue (1977, wiederveröffentlicht als Doppel-CD mit den kompletten Bambu-Sessions und weiteren seltenen Aufnahmen im Juni 2008)
- Bambu, (1980) (bis 2008 unveröffentlicht)

## Filmografie
- 1971: Asphaltrennen von Monte Hellman